# Ozarba topnaari
Ozarba topnaari is een vlinder van de familie van de uilen (Noctuidae). De wetenschappelijke naam van deze soort is voor het eerst voorgesteld door Wolfram Mey in een publicatie uit 2011.
De soort komt voor in Namibië.